# Alan Sked
Alan Sked (nascido a 22 de Agosto de 1947) é um professor de história internacional na London School of Economics. Politicamente activo e eurocéptico, foi fundador do Partido da Independência do Reino Unido. Actualmente, é o fundador e líder o partido New Deal.